# 게게게의 기타로
《게게게의 기타로》는 (ゲゲゲの鬼太郎 →히히히의 귀신동자)는 미즈키 시게루의 판타지 만화이자 이를 원작으로 한 애니메이션이다. 1968년 TV 애니메이션 첫 번째 시리즈가 방영된 이후, 2009년까지도 애니메이션, 드라마, 영화, 라디오 드라마, 게임 등 다양한 미디어를 재생산하고 있다.
대한민국에서는 요괴인간 타요마로 제목이 바뀌어 투니버스에서 방영되었다. 1985년 제작된 3기, 1996년 제작된 4기, 2007년 제작된 5기, 2018년 제작된 6기가 방영되었다.
게게게의 기타로 주요 캐릭터들은 NHK 드라마 게게게의 여방에서도 엑스트라로 심심찮게 등장하고 있다.

## 등장인물

### 목소리 출연
- 기타로(타요마) - 정선혜
- 눈알 아저씨 - 최재호
- 고양이 소녀 - 이계윤
- 이누야마 마나 - 무정
- 쥐 (간사한쥐) - 방성준
- 모래 할머니 - 김현심
- 아기울음 할아버지(응애 할아버지) - 기영도
- 목면천 요괴(무명한필) - 손종환
- 벽 요괴(만리장벽) - 박만영

- 키타로 - 박고운(1~49화)→이지현(50~최종화(97)
- 눈알 아저씨 - 이경태
- 생쥐 인간 - 이상헌
- 고양이 소녀 - 이세레나
- 이누야마 마나 - 김채린
- 모래 할멈 - 손정민
- 응애 할아범 - 김종엽
- 만리장벽 - 원종준
- 무명한필 - 박준형
- 아녜스 - 이새벽
- 아델 - 신나리
- 이스루기 레이 - 오건우

### 지방 요괴
- 홋카이도

호소바바, 오케리베, 코로포클
- 아오모리현
- 이와테현
- 미야기현
- 아키타현
- 야마가타현
- 후쿠시마현
- 이바라키현
- 도치기현
- 군마현
- 사이타마현
- 지바현
- 도쿄도

가미키리, 두부 소승
- 가나가와현
- 니가타현
- 도야마현
- 이시카와현
- 후쿠이현
- 야마나시현
- 나가노현
- 기후현
- 시즈오카현
- 아이치현
- 미에현
- 시가현
- 교토부
- 오사카부
- 효고현
- 나라현
- 와카야마현
- 오카야마현
- 히로시마현
- 도쿠시마현
- 가가와현
- 에히메현
- 후쿠오카현
- 사가현
- 나가사키현
- 구마모토현
- 오이타현
- 미야자키현

### 드라마
- 월요일 드라마 랜드 게게게의 키타로

1985년 8월 5일 19시 30분 - 20시 54분 후지 TV 종료.

#### 캐스트
- 기타로:마츠우라 마코토
- 쥐 남자:타케나카 나오토
- 아기울음 할아버지:아카보시 쇼이치로
- 모래 할머니:유리 토오루
- 눈알 아저씨: 타노나카 이사무
- 벽 요괴:마스오카 히로시)
- 세키 쿄코:하타 에이카
- 쿄코의 아버지:이시야마 리츠오
- 쿄코의 어머니:기무라 유리
- 누라리횬:나츠키 요코, 쿠와바라 타케시
- 뱀파이어 엘리트:사와타리 미노루
- 옷카무로:시오지 아키라, 니시오 토쿠
- 아미키리:우에다 슌, 니시오 토쿠)
- 생명 접착계:다카하시 도시미치
- 영계 우편 배달부:미즈키 시게루
- 이즈미 후쿠노스케, 나가에 히데카즈, 가문 료 외

#### 제작진
- 기획 : 마에다 카즈야, 요시카와 스스무
- 원작 : 미즈키 시게루
- 각본 : 야마자키 하루야
- 음악 : 마카이노 코지
- 촬영 : 세노오 스스무
- 조명 : 우에하라 후쿠마츠
- 미술 : 기타고 히사노리
- 조감독 : 오이 토시오, 콘도 스기오
- 녹음 : 오타 카츠미
- 편집 : 칸노 준키치
- 선곡 : 아키모토 아키라
- 음향 효과 : 하라다 치아키
- 기록 : 사사키 레이코
- 액션 감독 : 카네다 오사무 (재팬 액션 클럽)
- 장비 : 카네코 미츠오
- 장식 : 소비 사
- 조연 : 하토리 히로유키
- 인형 제작 : 스튜디오 노바
- 복장 : 도쿄 복장
- 특수 분장 : 비앙코
- 미장 : 사토 야스코
- 캐릭터 제작 : 레인보유 조형 기획
- 합성 : 채널16
- 비디오 합성 :토츠 ecg 시스템
- 현상 :토에이 화학
- 협력 :요코하마 시네마
- 진행 주임 : 이구치 기이치
- 제작 데스크 : 타나베 후미코
- 제작 담당 : 스즈키 카츠마사
- 프로듀서 보 : 히카사 쥰
- 프로듀서 : 니시무라 마사유키
- 감독 : 고바야시 요시아키
- 기획 : 후지 TV
- 제작 : 후지 TV, 토에이

#### 주제가
《게게게의 기타로》
작사 : 미즈키 시게루 / 작곡 : 이즈미 타쿠 / 편곡 : 오오가키 타카시 / 노래 : 쿠마쿠라 카즈오 (1927-2015) 향년: 88세
《카랑 카랑 노래》
작사 : 미즈키 시게루 / 작곡・편곡 : 이즈미 타쿠 / 노래 : 카토 마도리, 미스즈 어린이 합창단